# Holly Hobbie
Holly Hobbie is de naam van een fictief meisjesfiguur. Zij werd getekend door, en is vernoemd naar schrijfster en illustratrice Denise Holly Hobbie-Ulinskas (1944). Holly Hobbie ontstond in de jaren 1970 en was vooral in de Verenigde Staten, maar ook in Europa, zeer populair in de jaren zeventig en tachtig.

## Holly Hobbie
Holly Hobbie was bekend als pop en als illustratie op producten als ansichtkaarten, kleurboeken, poesiealbums, dagboeken, briefpapier, notitieblokken, legpuzzels, enz. Vaak gingen de romantische illustraties vergezeld van een korte (Engelstalige) spreuk over liefde, vriendschap, blijdschap of geluk.
Holly Hobbie wordt gekenmerkt door een lapjesjurk en een grote hoed. De bekendste jurk is blauw, gecombineerd met bruin. Zij is vaak afgebeeld in de natuur of in een klassiek interieur, soms samen met een ander personage of met een kat.

## Denise Holly Hobbie-Ulinskas
Denise Holly Ulinskas trouwde in 1964 met Douglas Hobbie. Ze kregen nog in hun studietijd een dochter, Brett. Om geld bij te verdienen tijdens haar studie, stuurde Denise Hobbie schetsen van meisjes met hoeden en schortjes naar kaartenproducenten als Hallmark (deze wees haar af). Zij kon uiteindelijk gaan ontwerpen voor de American Greetings Company. 
In de jaren negentig, na de dood van haar dochter, stopte Denise Hobbie met het tekenen van Holly Hobbie en begon zij met het tekenen van twee varkentjes, Toot & Puddle. Hiervan zijn verschillende boeken verschenen.

## Doorwerking
In navolging van Holly Hobbie ontstonden er ander meisjesfiguren met jurkjes met schortjes en mutsjes, bijvoorbeeld Sarah Kay (Australië) en Miss Petticoat (Engeland). Deze worden vaak foutief ook aangeduid als Holly Hobbie.
Speelgoedfabrikant Mattel bracht in 2006 een nieuwe lijn uit: Holly Hobbie and Friends. Het zijn drie strak getekende meisjesfiguren, veelal in pasteltinten, met de namen Holly (blond met blauwe ogen), Amy (rood haar en groene ogen) en Carrie (bruin haar en bruine ogen). Er kwam een reeks van films uit waarin de nieuwe Holly de achterkleindochter is van de oorspronkelijke Holly Hobbie. Er zijn inmiddels 4 films gemaakt.